# (774) Armor
(774) Armor – planetoida z pasa głównego asteroid okrążająca Słońce w ciągu 5 lat i 117 dni w średniej odległości 3,05 au. Została odkryta 19 grudnia 1913 roku w Obserwatorium paryskim przez Charles’a Le Morvana.
Nazwa pochodzi od Armoryki, celtyckiej nazwy północno-zachodniej Francji (Bretania i Normandia). Jej odkrywca pochodził z Bretanii. Przed nadaniem nazwy planetoida nosiła oznaczenie tymczasowe (774) 1913 TW.